# 補因子

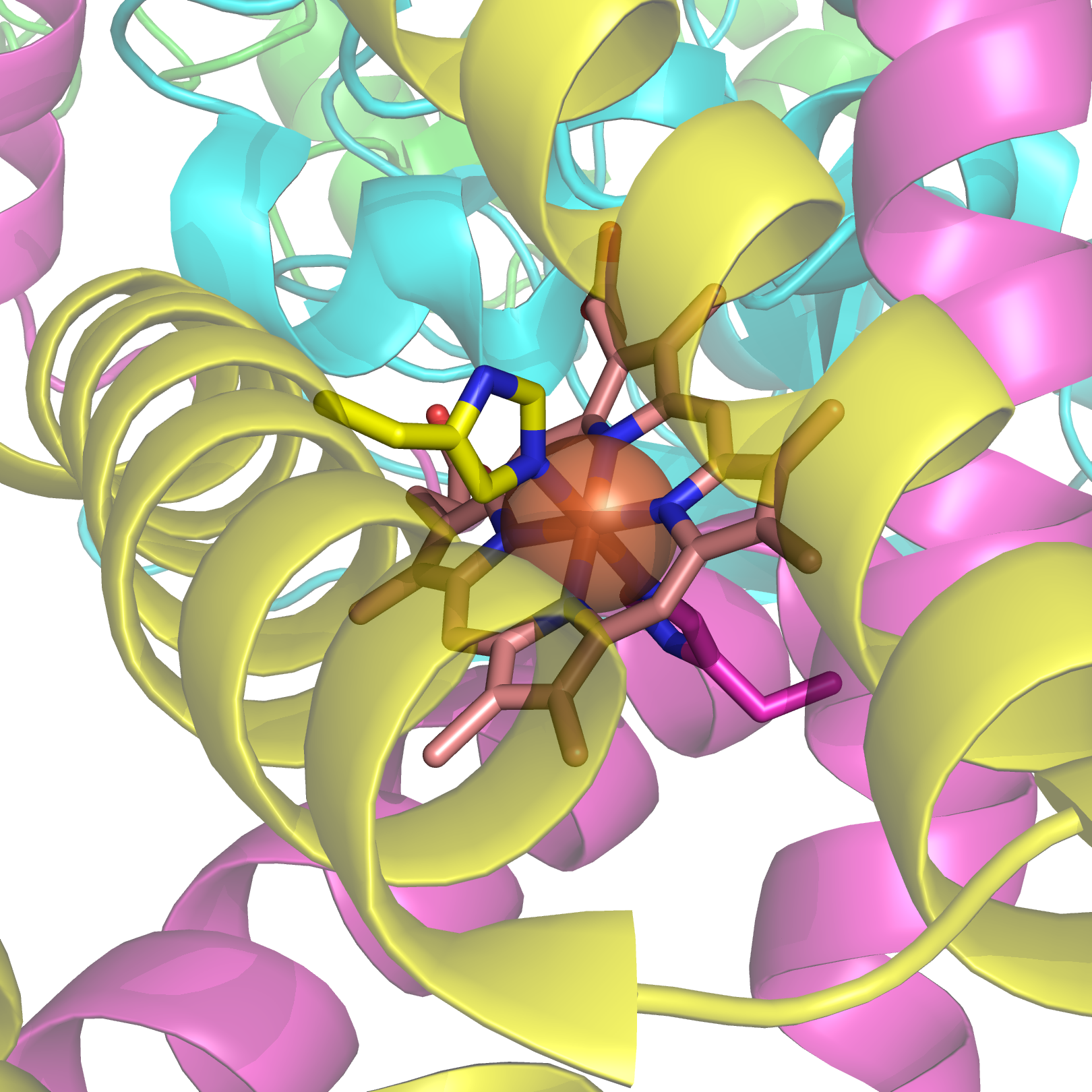
ミトコンドリアの電子伝達系を構成する酵素の一つコハク酸脱水素酵素に結合したヘム補因子。大きな半透明の球は鉄イオンの位置を示す。

生化学の分野において補因子（ほいんし、cofactor）とは、酵素の触媒活性に必要なタンパク質以外の化学物質である。
補因子は「補助分子、またはイオン」であると考えられ、生化学的な変化を助けている。ただし、水や豊富に存在するイオンなどは補因子とはみなされない。それは、普遍的に存在し制限されることが滅多にないためである。この語句を無機分子に限って用いている資料もある。
補因子は2つのグループに大別できる。1つは補酵素（ほこうそ、coenzyme）で、タンパク質以外の有機分子であり、官能基を酵素間で輸送する。これらの分子は酵素とゆるく結合し、酵素反応の通常の段階では解離される。一方、補欠分子族（ほけつぶんしぞく、prosthetic group）はタンパク質の一部を構成しており、常時結合しているものである。

## アポ酵素とホロ酵素

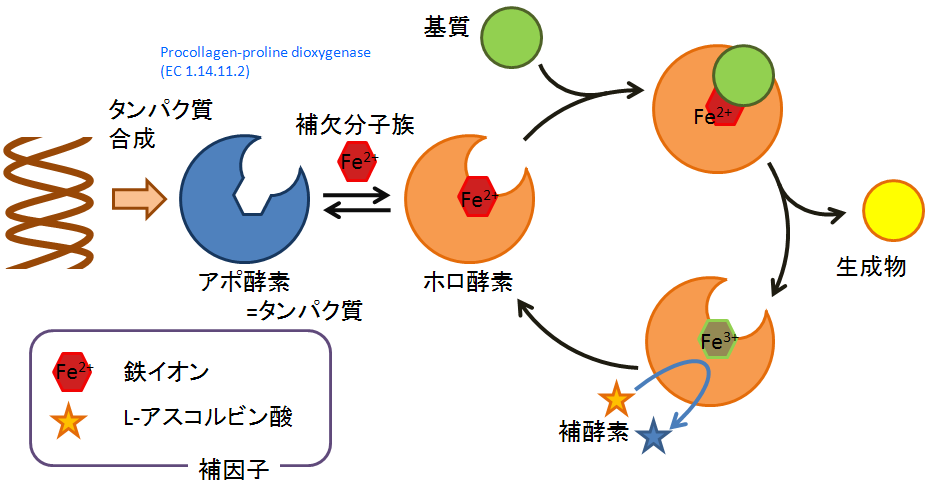
アポ酵素とホロ酵素と補因子の関係
クリックで拡大と説明

補因子を伴わない酵素はアポ酵素と呼ばれ、一方補因子を伴った完全な活性を持つ酵素をホロ酵素と呼ぶ。
アポ酵素 ＋ 補因子 {\displaystyle \rightleftharpoons } ホロ酵素

## 金属イオン補因子
金属イオンは一般に補因子である。これらの補因子の研究は生物無機化学の領域に入る。栄養学における、必須な微量元素の補因子としての機能を下の表に示す。ヒトでは一般に鉄、マンガン、コバルト、銅、亜鉛、セレン、そしてモリブデンがこの表に含まれる。クロムの欠乏はグルコースの耐糖能異常の原因となるが、クロムを補因子とする酵素はヒトでは特定されていない。また、ヨウ素も必須な微量元素であるが、この元素は補因子よりは甲状腺ホルモンの一部として多く使われる。カルシウムはヒトにとって必須な要素であり、多くの酵素（例えば、一酸化窒素合成酵素、ホスファターゼ、アデニル酸キナーゼ）の活性に必要であるが、カルシウムは他の金属イオンと違いアロステリック効果によって酵素を活性化し、そのときしばしばカルモジュリンと共にそれらの酵素と結合する。したがって、カルシウムは細胞シグナリング分子であり、通常は補因子としては考えない。
加えて、他の有機体では、Azotobacterのような窒素固定を行うバクテリアのニトロゲナーゼのバナジウム、Pyrococcus furiosusのような好熱性古細菌のアルデヒドフェレドキシンオキシドレダクターゼのタングステン、そしてタラシオシラ・ワイスフロッギーのような海洋性珪藻類の炭酸脱水酵素のカドミウム などがある。
多くの場合、補因子は無機と有機の両方の要素を含む。その例に、鉄がポルフィリン環に包まれたヘムタンパク質がある。
| イオン       | そのイオンを含む酵素の例                                |
| ------------ | ------------------------------------------------------- |
| 銅           | シトクロムcオキシダーゼ                                 |
| 鉄           | カタラーゼ シトクロム ニトロゲナーゼ ヒドロゲナーゼ     |
| マグネシウム | グルコース-6-ホスファターゼ ヘキソキナーゼ              |
| マンガン     | アルギナーゼ                                            |
| モリブデン   | 硝酸還元酵素                                            |
| ニッケル     | ウレアーゼ                                              |
| セレン       | グルタチオンペルオキシダーゼ                            |
| 亜鉛         | アルコールデヒドロゲナーゼ 炭酸脱水酵素 DNAポリメラーゼ |

## 補因子と酵素
補因子はホスト酵素への結合の強さおよび位置が異なる。酵素に固く結合したとき、補因子は補欠分子族と呼ばれる。一方、緩く結合した補因子は基質と同じように結びつく。これらは補酵素と表現され、基質として酵素反応に直接参加する有機物質である。ビタミンは補酵素の前駆体（例：ビタミンB1, B2, B6, B12, ナイアシン, 葉酸）または補酵素自体（例：ビタミンC）を供給する。

## 非酵素補因子
この用語は、タンパク質を活性化または抑制する非タンパク質分子に言及するために生物学の他の領域で使われる。例えば、受容タンパク質と結合して活性化させるホルモンのようなリガンドは補因子または活性化補助因子（コアクチベーター）と呼び、受容タンパク質を抑制する分子は抑制補体（コリプレッサー）と呼ぶ。